# وحدة عربية
الوحدة العربية هي طرح سياسي يراود كثيرين من العرب على اختلاف مشاربهم السياسية ومعتقداتهم ومذاهبهم. تقوم الفكرة على أساس دمج بعض أو جميع الأقطار العربية في إطار سياسي واقتصادي واحد يزيل الحدود بين الدول العربية وينشئ دولة قوية اقتصاديًا وبشريًا وعسكريًا. الوحدة العربية هي فكرة يؤمن بها القوميون العرب كحل لحالة التخلف والاحتلال والقمع التي يعيشها المواطن العربي في جميع أقطار هذا الوطن الممتد من المحيط إلى الخليج.
مع أنها تسمى عربية، إلا أنها لا تستثني أو تهمش المكونات الأخرى للوطن العربي من كرد وتركمان وأمازيغ وأفارقة، أو أية أقلية أخرى، بمعنى أن دولة الوحدة العربية المنشودة هي دولة لجميع مواطنيها. وهذا التنوع العرقي المتفاعل حضارياً كان بحد ذاته من أهم أسباب النهضة في الزمن الذهبي لهذه الأمة.
ومن الجدير بالذكر أن هناك فرق بين حركة توحيد الدول العربية والحركة التي تسعى إلى إيجاد دولة إسلامية موحدة. حركة التوحيد العربي تسعى إلى إقامة دولة علمانية، خلافًا لغيرها من الحركات التي تسعى إلى تأسيس دولة مدنية تقوم على أساس الشريعة الإسلامية.

## مواقف الأحزاب من الوحدة العربية
شهد النصف الثاني من القرن التاسع عشر ظهور جمعيات وتنظيمات محلية ذات طابع قومي.

## عوامل وحدة الوطن العربي

### العوامل الطبيعية
- وحدة الأرض العربية: لا توجد فيها حواجز طبيعية تعيق التنقل والتواصل الاجتماعي بين سكان الوطن العربي، وحدوده الخارجية هي حدود طبيعية حفظت له طابعه الحضاري[1] والثقافي.
- تعدد الأقاليم المناخية فيه من المناخ المداري الحار إلى مناخ البحر المتوسط المعتدل أدى إلى تنوع النباتات والمحاصيل الزراعية، وبذلك يستطيع الوطن العربي أن يتكامل في جميع الميادين الاقتصادية.

### العوامل البشرية
- العامل التاريخي: ويتمثل في أن الوطن العربي تعرض لنفس الأحداث التاريخية، منذ ما قبل الإسلام وحتى وقتنا الحاضر، وهذا يساعد على توحيد تطلعات سكانه المستقبلية نحو الوحدة العربية.
- العامل الديني: الوحدة الدينية متوفرة في الوطن العربي، إذ أن الدين الإسلامي دين الأغلبية، وهو تاريخ وحضارة وحياة علمية عاش تحت رايته المسلمون والمسيحيون العرب. تحتل الديانة المسيحية المرتبة الثانية من حيث الأتباع وهي موجودة في بلدان المشرق العربي ومصر.
- العامل اللغوي: اللغة العربية هي السائدة في جميع الأقطار العربية، وهي السبب في خلق التواصل الاجتماعي والتقارب السياسي، وتوحيد الفكر العربي.
- التراث الحضاري:[2] ويتمثل في مجموع الإنجازات العلمية والثقافية التي حققها العرب عبر تاريخهم الطويل، مما جعل لهم هوية ثقافية مميزة تجمعهم تحت راية واحدة.

## تاريخ الفكر الوحدوي والشعور العربي بالوحدة

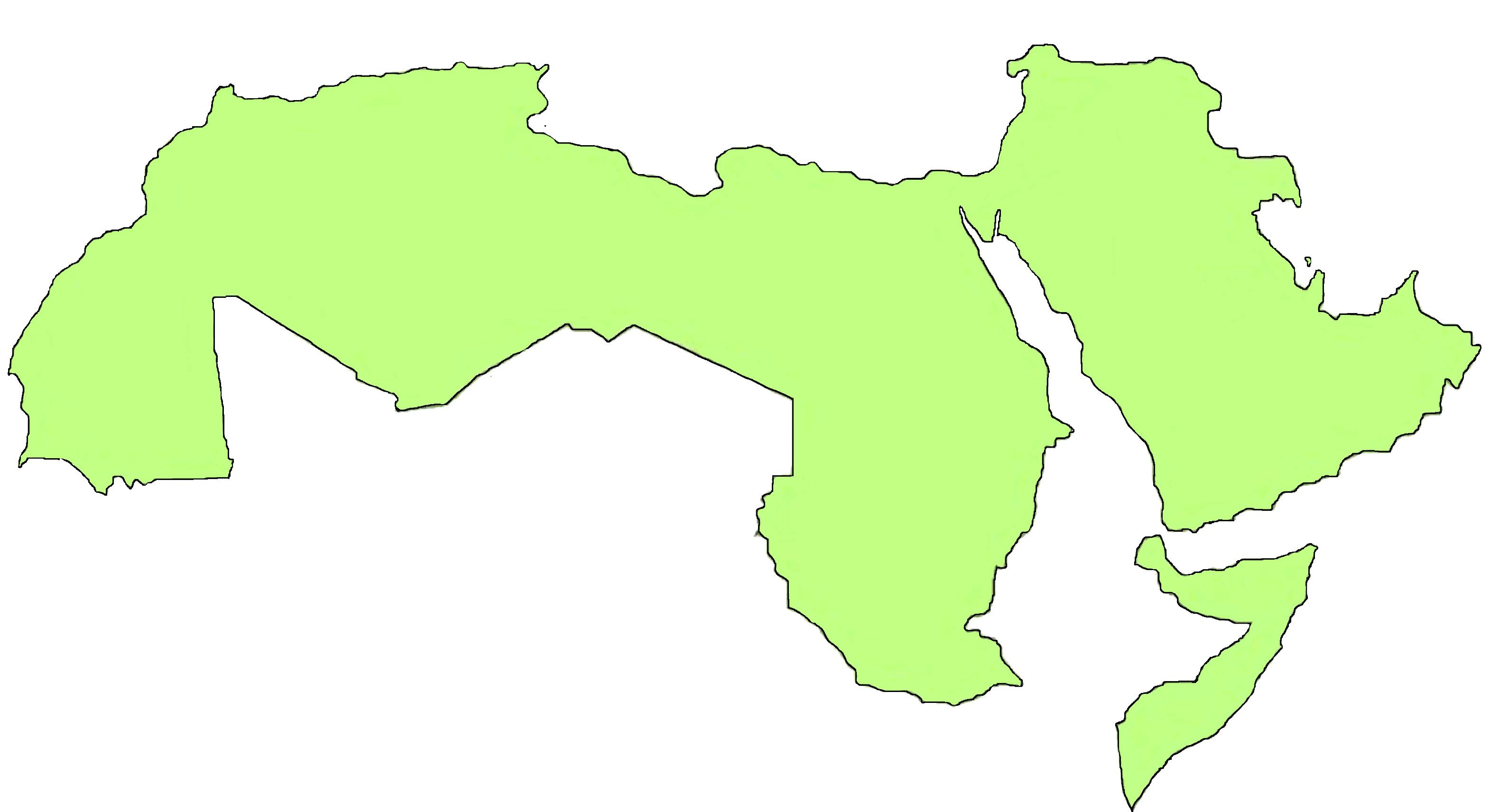
الوطن العربي

- الجمهورية العربية المتحدة (سوريا و مصر 1958م)
- الجمهورية العربية الإسلامية (ليبيا وتونس)
- اتحاد الجمهوريات العربية (سوريا ومصر وليبيا 1971م)
- ميثاق العمل المشترك[3] (سوريا والعراق 1978م)
- التقارب مع الأردن (سوريا والأردن 1974م)
- الثورة العربية الكبرى (1916م)
- التضامن العربي مع مصر بتصديها للعدوان الثلاثي عليها (1956)
- حرب تشرين التحريرية (1973)

## الوحدة على مر العصور

### صدر الإسلام
فكرة توحيد أقطار الوطن العربي قديمة قدم التاريخ، وأول ما حصلت كانت بفعل الإسلام. بعد ذلك، اتخذت الدولة العربية طابعاً عربيا مميزا خلال الدولة الأموية، ثم ضعف هذا الطابع خلال العهد العباسي الذي شهد سيطرة الشعوبيين على الحكم وإضعاف العنصر العربي.

### العصر الحديث
عادت قضية الوحدة العربية إلى الواجهة مجدداً في أواخر العهد العثماني، حيث اشتدت موجة التتريك والبطش بالعرب في سورية (الأقطار السورية الأربعة اليوم)، فبدأت الجمعيات العربية بالتململ وبالدعوة فيما بعد للانفصال عن الأتراك. وبالاتفاق مع بريطانيا، قام الشريف الحسين بن علي بإعلان الثورة العربية الكبرى بهدف طرد الأتراك وإنشاء دولة عربية موحدة في المشرق العربي والحجاز خلال الحرب العالمية الأولى. في ذات الوقت، كان الإنكليز يسعون إلى الحصول على حلفاء لهم في حربهم ضد ألمانيا والدولة العثمانية، فالتقت مصالحهم مع مصالح العرب، ولكنهم في نهاية الحرب تنكروا لوعودهم للعرب وقاموا بتقسيم دول المشرق العربي وبإعطاء الأقاليم السورية الشمالية لتركيا وعربستان (الأحواز) لإيران، وبإخضاع بقية المشرق العربي للانتداب البريطاني أو الفرنسي. وفي مرحلة لاحقة، تنازلت فرنسا عن لواء الإسكندرون السوري لتركيا وقامت بريطانيا بتسهيل إنشاء دولة لليهود في فلسطين، مما قوض محاولات الوحدة في المشرق العربي.
تم تداول قضية الوحدة مرة أخرى في الأربعينات من القرن الماضي من قبل حركة القوميين العرب. وقد كانت هذه الحركة بقيادة جورج حبش وهو طالب فلسطيني في كلية الطب في الجامعة الأميركية في بيروت، وفي وقت لاحق أصبح سياسي، لقد كانت الحركة القومية العربية اشتراكية ومعارضة لدولة إسرائيل، وفي نفس الوقت تقريباً ظهرت الحركة الناصرية بقيادة الرئيس المصري جمال عبد الناصر، وقد ارتقت الفكرة بقوة شديدة وكانت المصلحة منها هو التوحيد العربي.

## الثورة العربية الكبرى والدولة العربية الموحدة

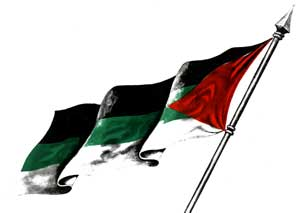
علم الثورة العربية وعلم مملكة الحجاز الهاشمية، أول علم عربي حديث (علم الدولة العربية الموحدة)، ويستعمل للدلالة على الوطن العربي والوحدة العربية

أعلن شريف مكة وملك الحجاز الشريف حسين بن علي الثورة ضد الأتراك باسم العرب جميعا. وكانت مبادئ الثورة العربية قد وضعت بالاتفاق ما بين الحسين بن علي وقادة الجمعيات العربية في سوريا والعراق في ميثاق قومي عربي غايته استقلال العرب وإنشاء دولة عربية متحدة قوية، وقد وعدت الحكومة البريطانية العرب من خلال مراسلات حسين مكماهون (1915) بالاعتراف باستقلال العرب مقابل إشراكهم في الحرب إلى جانب الحلفاء ضد الأتراك. ونشرت جريدة «القبلة» (أم القرى حاليأً) بيانا رسميا برفع العلم العربي ذي الألوان الأربعة ابتداء من (9 شعبان 1335\10 يونيو 1917) وهو يوم الذكرى السنوية الأولى للثورة. وقال البيان أن العلم الجديد يتألف من مثلث أحمر اللون تلتصق به ثلاثة ألوان أفقية متوازية هي الأسود في الأعلى متبوعا بالأخضر في الوسط والأبيض في الأسفل. وتشير الألوان الأفقية المرفوعة إلى شعارات رفعها العرب قديما (الأسود: الدولة العباسية) (الأخضر: الدولة الفاطمية) (الأبيض: الدولة الأموية)؛ أما المثلث الأحمر فيشير إلى الثورة. وقد جمع العلم في ألوانه الأربعة رموز الاستقلال والتاريخ العربي في كل الأزمنة، واستمر العلم حتى عام 1964.

## مرحلة الفشل قديما
بعد هزيمة الدول العربية في حرب الأيام الستة (النكسة) في عام 1967 ضد إسرائيل والتي نتج عنها احتلال سيناء وهضبة الجولان والضفة الغربية، تراجع المد القومي وضعفت الحركات الوحدوية بين العرب. لكن الناصرية لا تزال موجودة إلى اليوم في بعض الدول، لكن «حركة القوميين العرب» قد اختفت كثيرًا.

## الغرض الحديث من الاتحاد
فكرة تشكلت وتبلورت بالتزامن مع تشكل فكرة القومية العربية بحيث تطرح فكرة إنشاء دولة عربية واحدة تضم كافة الأراضي العربية من المحيط إلى الخليج.
التعريف السابق وهو تعريف الوحدة العربية والذي ساد في حقبة الستينات وحتى الثمانينيات يطرح الآن مفهوم جديد للوحدة العربية يعتبر قريبا من المشروع الأوروبي، أي الدعوة للانصهار في كتلة ذات سياسة خارجية موحدة، وذات ثقل اقتصادي كبير يقوم على التكامل الاقتصادي والعملة الموحدة وحرية انتقال الأفراد والبضائع بين الأقطار العربية المختلفة، بالإضافة لتفعيل اتفاقية الدفاع العربي المشترك للوصول إلى اتحاد عربي مع المحافظة على الخصوصية الثقافية للأقطار العربية كل على حدة.
وقد تشكلت القومية العربية مع نهايات القرن التاسع عشر وبدايات القرن العشرين أو عصر القوميات كما يسميه البعض، كان من رواد حركة القومية العربية مفكرون من أمثال ساطع الحصري وزكي الأرسوزي ومحمد عزة دروزة وعبد الرحمن عزام. لقد تجلت القومية العربية في أوجها بالثورة العربية الكبرى التي قادها الشريف حسين من مكة، لكن الآمال المعقودة على الحصول على دولة الوحدة كانت في وقتها مفهومًا متطرفًا يعني دولة الخلافة الإسلامية - تقوضت بأسرها بعد عقد فرنسا وبريطانيا اتفاقيات سايكس بيكو والتي تهدف لاقتسام إرث الدولة العثمانية.

## الصعوبات
- تعزر مبدأ القطرية سواء لدى الشعوب أو لدى الحكام.

على الرغم من الحدود الوهمية التي تم اصطناعها في بدايات القرن بين الأراضي العربية، فإن هذه الحدود وبقوة الزمن بدأت تخلق فواصل فعلية بين مختلف الأقطار، ولا سيما في ظل إغلاق الحدود كما حدث بين العراق وسوريا في الثمانينيات والتسعينينات أو بين الجزائر والمغرب منذ عام 1994 حتى اليوم (2014). أدى غلق الحدود إلى تراجع الحركة الاقتصادية والاجتماعية والثقافية بين الأقطار العربية، وهذه الاختلافات التي بدأت تظهر وتزداد صارت تصعب وبشكل متزايد انصهار الشعب العربي عبر الحدود في بوتقة واحدة.
- التباين الواضح في الأيدولوجيات الحاكمة وما يترتب عليه من تباين سياسي واقتصادي.

من بعض البلدان العربية التي ما زالت تحكم بالنظم الملكية، إلى أخرى تتمتع ولو نظريا بنظم حكم جمهوري ديمقراطي.
- الفروقات الاقتصادية المتزايدة:

هذه الفروقات بين دول الثراء النفطي مثل السعودية والإمارات والدول الفقيرة والمكتظة بالسكان مثل السودان واليمن.
- النزعات المحلية:

أهمها اعتقاد البعض أن الدول العربية الكبرى ستبتلع الدول الصغرى وسيكون نفوذها الكلي أكبر من تلك الدول مما يهدد حقوقها.

## المشروع النهضوي العربي
هو مشروع حضاري حديث أعده مركز دراسات الوحدة العربية يقوم على ستة عناصر: الوحدة العربية في مواجهة التجزئة، والديمقراطية في مواجهة الاستبداد، والتنمية المستقلة في مواجهة النمو المشوه والتبعية، والعدالة الاجتماعية في مواجهة الاستغلال، والاستقلال الوطني والقومي في مواجهة الهيمنة الأجنبية والمشروع الصهيوني، والأصالة والتجدد الحضاري في مواجهة التغريب.

## تجارب تاريخية لاتحادات عربية

### اتحاد دول انفرط عقده
- الإتحاد العربي الهاشمي

علم الاتحاد العربي الهاشمي بين الأردن والعراق

وقد كان اتحاد بين المملكة العراقية والمملكة الأردنية في عام 1958، الفدرالية العربية للعراق والأردن، وقد تم هذا الاتحاد بين فيصل الثاني ملك العراق والحسين بن طلال ملك الأردن، وقد تفكك هذا الاتحاد بعد انقلاب الجيش العراقي.
- الجمهورية العربية المتحدة

علم الجمهورية العربية المتحدة، ترمز النجمتان إلى كل من سوريا ومصر، وبعد الانفصال عام 1961، حافظت مصر على استخدام هذا العلم حتى عام 1971، وأما سوريا فقد أعادت استخدام هذا العلم منذ عام 1980، وحتى تحرير سوريا 2024.

وقد كان بين مصر وسوريا وذلك بين عام 1958 وعام 1961 وكان الرئيس جمال عبد الناصر رئيس الجمهورية العربية المتحدة، قامت تلك التجربة والتي تعتبر التجربة الأهم في مجال الوحدة العربية كرد على التهديدات المتزايدة من حلف بغداد على سوريا، فقررت القيادة السياسية في مصر وقتها مساندة سوريا ولو رمزيا بإرسال بعض القوات المصرية إلى سوريا وقد وصلت عبر ميناء اللاذقية، وبعد هذا الحدث سافر أبرز قادة الأحزاب وضباط الجيش المتنازعين على السلطة إلى القاهرة طالبين من جمال عبد الناصر إعلان دولة الوحدة وإلا فإن الدولة ستتمزق شر تمزيق وكان ذلك دون علم الحكومة السورية وعلى رأسها الرئيس شكري القوتلي، كان جمال عبد الناصر رافضا وقتها لفكرة إقامة دولة واحدة بشكل مرتجل وسريع، واقترح فترة تحضيرية مدتها خمس سنوات، إلا أنه رأى أن أي ضغط إضافي على أعصاب أولئك الضباط سيؤدي فعلا لانفجار سوري لا تحمد عقباه، فاشترط جمال عبد الناصر حل الأحزاب السياسية في الساحة السورية قبل الموافقة على إعلان الوحدة، وقد وافق ممثلوا الأحزاب على القرار في ذلك الوقت ومن بينهم حزب البعث على مضض، ولكن لمصحلة قيام الدولة الوحدوية المنشودة، يعيب الكثيرون على عبد الناصر إتخاذ ذلك القرار ويعتبرونه سببا في شلل الحياة السياسية السورية والتي كانت مفعمة بالحيوية في عقد الخمسينات.
- اتحاد الجمهوريات العربية

علم اتحاد الجمهوريات العربية في مصر وسوريا وليبيا

وقد كان بين سوريا ومصر وليبيا وذلك في عهد أنور السادات وحافظ الأسد ومعمر القذافي في 17 ابريل 1971 باعتبارها النواة الأساسية لتحقيق الوحدة الشاملة، وقد أثيرت في وقتها كثير من الاعتراضات على أنور السادات لدخوله في الاتحاد واتهامه بتمييع القرار السياسي المصري واستقلاليته في الدخول في هكذا اتحاد.
- الجمهورية العربية الإسلامية

وقد كانت بين ليبيا وتونس في عهد معمر القذافي والحبيب بورقيبة، وكان ذلك في 12 أبريل 1974 وعرف ببيان جربة.
- ميثاق طرابلس الوحدوي

في 27 ديسمبر 1969 بين مصر - السودان - ليبيا
- الوحدة الاندماجية

بين ليبيا ومصر سنة 1972
- بيان حاسي مسعود الوحدوي

بين ليبيا والجزائر 28 ديسمبر 1975
- الوحدة الاندماجية

بين ليبيا وسوريا 1982
- الاتحاد بين الأردن وفلسطين

ضمن المملكة الأردنية الهاشمية والذي انفرط بقرار فك الارتباط
- الاتحاد العربي الأفريقي[6]

في 18 أغسطس 1984 بين ليبيا والمغرب وعرف ببيان وجدة الوحدوي.
- مجلس التعاون العربي

ضم الأردن ومصر والعراق واليمن الشمالي وكانت رئاسته دورية بين الملك حسين وحسني مبارك وصدام حسين وعلي عبد الله صالح، لكن انفرط بانقسام الدول في موقفها من حرب الخليج الثانية عام 1991 ميلادية، كان الهدف الأساسي من هذا الاتحاد هو إبقاء شكل من التواصل مع مصر بعد خروجها من جامعة الدول العربية إثر توقيعها اتفاقية السلام مع إسرائيل بعد زيارة السادات الشهيرة للقدس، ولم يتم قبول عودة مصر مرة أخرى للجامعة والتي نقلت مقرها إلى تونس حتى وقت ملابسات حرب الخليج.

### اتحاد دول مستمر حتى اليوم
- جامعة الدول العربية

علم اتحاد المغرب العربي

علم مجلس التعاون الخليجي

تعتبر جامعة الدول العربية الإطار الوحيد المقبول للعمل العربي المشترك اليوم.
- الجمهورية اليمنية

تاريخيا تم تقسيم اليمن إلى دولتين اليمن الشمالي واليمن الجنوبي إلا أن اليمن أعاد وحدته في عام 1990 من الميلاد.
- الإمارات العربية المتحدة

هو عبارة عن اتحاد سبعة إمارات عربية ضمن دولة الإمارات العربية المتحدة، والتي تتكون من أبوظبي، دبي، رأس الخيمة، الفجيرة، الشارقة، عجمان، وأخيرا أم القوين.
- اتحاد المغرب العربي

وبدأ بتوقيع اتفاقية مراكش لإتحاد المغرب العربي في سنة 1989 للميلاد باعتباره مرحلة أولية نحو الوحدة العربية الشاملة.
- مجلس التعاون الخليجي

وهو متكون من سته دول عربية تطل على الخليج العربي، وهذه الدول هي، السعودية الكويت، قطر، البحرين، الإمارات، وعمان. سنة 2011 اقترح الملك السعودي عبد الله الوحدة الكامله بين جميع الدول الخليجيه ولكن توجهة عمان بالرفض بعتبر أنه وحده قامه علي الخوف من إيران وان عمان لا تخاف من إيران لذلك لم يتم توحيد الخليج ولكن مسعي التوحيد بقية موجوده فتم تشكيل قوات درع الجزيرة والعمل جاري علي عمله موحده ولكن هناك موافقة مبدأية لانضمام الأردن واليمن إلى مجلس التعاون الخليجي حيث تم ضم اليمن إلى بعض الهيئات والمؤسسات الخليجية كالصحة والرياضة والتعليم وبعض الهيئات الاجتماعية ويجري العمل على ضم اليمن والأردن كلياً إلى مجلس التعاون الخليجي.

### أفكار ومشاريع وحدوية لم تر النور
- وحدة الهلال الخصيب
- سوريا الكبرى

## تعاون عربي اقتصادي
- مجلس التعاون الخليجي

مجلس التعاون لدول الخليج العربية يعتبر إطارا تنتظم ضمنه مجموعة الدول العربية المطلة على الخليج العربي. يعتبر هذا الكيان تجمعًا للأغنياء في الوطن العربي نظرا للمداخيل القوية للدول الخليجية العائدة من أرباح النفط، يسعى المجلس لإنشاء عملة خليجية موحدة. ودعا الملك عبد الله بن عبد العزيز في كانون الثاني عام 2012 إلى رفع مستوى التعاون بين دول المجلس إلى درجة الاتحاد.

## تجدد آمال الوحدة العربية بعد الربيع العربي
ساهمت ثورات الربيع العربي بتجديد الآمال بإقامة وحدة عربية، فبالإضافة إلى ظهور عشرات الصفحات المنادية بالوحدة العربية على فيس بوك، دعى سياسيون ومحللون سياسيون وزعماء عرب إلى إقامة وحدة عربية تحققها الشعوب للخروج من حالة القمع والتخلف والضعف التي تعيشها الأمة. في هذا السياق، ظهرت أبرز الدعوات من الرئيس التونسي الجديد المنصف المرزوقي خلال زيارة إلى ليبيا في الثاني من كانون الثاني 2012 إلى الاندماج بين تونس وليبيا وإلى إقامة الوطن المغربي الكبير بل وإلى وحدة عربية شاملة يقيمها الشعب العربي. كرر الرئيس التونسي دعوته هذه في أكثر من مرة، وعمل على إحياء اتحاد المغرب العربي. وفي الجناح الشرقي للوطن العربي، دعا الملك عبد الله بن عبد العزيز إلى إقامة اتحاد خليجي لمواجهة التحديات التي تواجه دول الخليج العربي، وهي دعوة رحبت بها جهات خليجية مختلفة. وفي ظل الخلافات والاقتتال الطائفي والتخندق العشائري السائد في الوطن العربي، تبرز الوحدة الخليجية والعربية كسبيل للتقدم إلى الأمام لإنجاز دولة عربية قوية تحمي الوطن العربي من الأطماع الخارجية.

## وصلات خارجية
- الموقع الرسمي لجامعة الدول العربية
- مركز دراسات الوحدة العربية